# Cryptocarya woodii
Cryptocarya woodii är en lagerväxtart som beskrevs av Adolf Engler. Cryptocarya woodii ingår i släktet Cryptocarya och familjen lagerväxter. Inga underarter finns listade i Catalogue of Life.